# 데이비드 덴먼
데이비드 덴먼(David Denman, 1973년 7월 25일 ~ )은 미국의 배우이다.

## 출연 작품

### 영화
- 아웃 콜드 (2001)
- 빅 피쉬 (2003) - 돈 역
- 더 기프트 (2015) - 그렉 역
- 파워레인져스: 더 비기닝 (2017)
- 더 보이 (2019)
- 조이 라이드 (2023) - 조 설리반 역
- 레블 리지 (2024) - 에반 마스턴 경관 역